# 林宽起义
 林宽起义是明洪武三十年（1397年）今锦屏娑侗寨人林宽领导的起义。

## 背景
林寬之父林讓曾参加吴勉起义，起义被镇压后，逃至娑洞寨。林宽起义前，五开一带曾发生过多起反抗。这些反抗历时三个多月，明廷派其都督敛事率五六个卫的官军才镇压下去。

## 事件
洪武三十年（1397年）3月28日，林宽聚众起义， 傳說18歲（林王登了十八年），攻龙里守御千户所。千户吴得、镇抚井孚议城守之计。起义军纵火烧四门，攻城甚急。吴得领军出战，中毒弩死。林宽攻占龙里后，即率领起义军进攻新化，又突至平茶，与守御千户纪达发生激战。朱元璋闻之大惊，遂命湖广都指挥使齐让为平羌将军，蕲州卫指挥敛事胡冕为左副、安陆卫指挥金事宋晨为右副，统兵五万前来镇压。
之后，朱元璋仍不放心，又命楚王朱楨、湘王朱柏率师加强镇压力量。结果齐让损兵折将，连吃败仗，撤消其总兵官的职务，另命左军都督杨文代之。楚王祯、湘王柏也被起义军吓破了胆，不敢亲临前线。林宽率领的起义军经过半年的战斗，终因寡不敌众而失败。林宽于洪武三十年（1397年）十月被俘，同时被俘还有杨通秀，都被械送至京处决。朱元璋要斩尽杀绝，命杨文等又在侗区继续搜捕三个月。派郑子龙带兵挖了林王的祖坟和龙脉。

## 遺產
林宽受到了侗族人的纪念。在林宽居住的今锦屏婆洞寨的侗家，每年六月辰日，都要讲林王传说，唱“林王古歌”，以示纪念。邻近的寨搂、塘烂、便幌、归宿、流洞、魁洞、扣引、果垢、西洋店等侗寨，于第二天六月已日也有类似活动纪念林宽。传说和他相好的姑娘叫茂王。